# Сокирянська сільська рада
| Сокирянська сільська рада — колишній орган місцевого самоврядування у Теплицькому районі Вінницької області з адміністративним центром у с. Сокиряни. Сільській раді підпорядковані населені пункти: - с. Сокиряни - с-ще Привітне |

## Склад ради
Рада складається з 12 депутатів та голови.

## Керівний склад сільської ради
| ПІБ                           | Основні відомості                                                                       | Дата обрання | Дата звільнення |
| ----------------------------- | --------------------------------------------------------------------------------------- | ------------ | --------------- |
| Пламаділ Геннадій Віталійович | Сільський голова, 1969 року народження, освіта, член Народно-демократичної партії       | 26.03.2006   | 31.10.2010      |
| Пламаділ Геннадій Віталійович | Сільський голова, 1969 року народження, освіта середня спеціальна, член Партії регіонів | 31.10.2010   |                 |

Примітка: таблиця складена за даними джерела